# Vibrissina erecta
Vibrissina erecta är en tvåvingeart som först beskrevs av Aldrich 1931.  Vibrissina erecta ingår i släktet Vibrissina och familjen parasitflugor.
Artens utbredningsområde är Ontario. Inga underarter finns listade i Catalogue of Life.